# Бистрас, Ляонас
Ляонас Бистрас (лит. Leonas Bistras, 20 октября 1890, Либава, Российская империя (ныне — Латвия) — 17 октября 1971, Каунас) — литовский государственный деятель, премьер-министр Литвы (1925—1926).

## Биография
После окончания Либавской гимназии в 1911 году поступил на медицинский факультет Женевского университета, в 1912 году перешёл на философский факультет Фрайбургского университета, в том же году перевёлся на медицинский факультет в Дерптский университет. Однако с началом Первой мировой войны был призван в армию и не смог окончить и его. В 1918 году, вернувшись в Литву, стал одним из организаторов христианско-демократической партии, много сделав для объединения двух её фракций, возникших соответственно в оккупированной немцами Литве и в эвакуации в России. В 1921 году он всё же защитил во Фрайбургском университете докторскую диссертацию по философии и стал преподавать в Каунасском университете, хотя не издал в дальнейшем ни одной публикации.
В 1922 году он был избран председателем Сейма, в 1923 году после его роспуска и проведения новых выборов занял пост министра образования. В январе 1925 года вновь стал председателем Сейма. Вскоре правительство Витаутаса Пятрулиса было вынуждено уйти в отставку из-за того, что начало переговоры о развитии торговых отношений с Польшей (отношения с которой официально не поддерживались из-за захвата Польшей Вильнюса) и в сентябре 1925 года политик возглавил новое правительство, в котором также принял полномочия министра обороны и иностранных дел. Прекратив переговоры с Польшей, новый кабинет попытался заключить пакт о дружбе и ненападении с СССР (который удалось подписать только следующему правительству). В то же время попытка урегулировать отношения с папским престолом, включавшим епархию Вильнюса в церковную провинцию Польши, а не Литвы, и признание этого факта правительством Бистраса привели к поражению христианских демократов на выборах  1926 года и отставке кабинета.
После переворота 17 декабря того же года, приведшего к власти Антанаса Сметону и поддержанного христианскими демократами, он занял пост министра образования. Однако в мае 1927 года ушёл вместе с другими министрами-однопартийцами в отставку в знак протеста против роспуска Сейма и ликвидации парламентской демократии. В 1928 году Бистрас возглавил ЛХДП и выступал в качестве одного из лидеров оппозиции авторитарному режиму Сметоны, за что в 1938 году был на три месяца выслан в Алитус. После передачи Клайпеды нацистской Германии в марте 1939 года он пошёл на соглашение с теряющим популярность режимом Смятоны и вернулся на пост министра образования, но уже в ноябре вновь перешёл в оппозицию.
После включения Литвы в состав СССР он был в июле 1940 года арестован, в 1941 году выслан в Архангельскую область, затем перемещён в казахский Атбасар. В 1945 году вновь арестован, но осенью того же года выпущен, после чего получил разрешение вернуться в Литву, где устроился библиотекарем в католическую епархию Вильнюса. В 1950—1954 годах вновь находился в ссылке в Красноярском крае, после чего вернулся в Каунас.